# موسس گورگیسیان
مُوسس گورگیسیان (ارمنی: Մովսես Գորգիսյան؛ ۳ دسامبر ۱۹۶۱ – ۱۹ ژانویهٔ ۱۹۹۰) سیاستمدار و قهرمان ملی ارمنستان و یکی از رهبران جنبش قره‌باغ بوده است. وی یکی از بنیانگذاران نیروهای مسلح ارمنستان بوده‌است.

## زندگی‌نامه
در ۳ دسامبر ۱۹۶۱ در ایروان به دنیا آمد و از دانشگاه دولتی علوم پرورشی خاچاطور آبوویان ارمنستان فارغ‌التحصیل شد. وی در جریان یک نبرد در روستای یراسخ در استان آرارات کشته شد و در بنای یادمان نسل‌کشی ارمنی‌ها به خاک سپرده شد. گریگوریان پس از مرگش عالی‌ترین عنوان در ارمنستان، قهرمان ملی ارمنستان را دریافت نمود. 

## نگارخانه

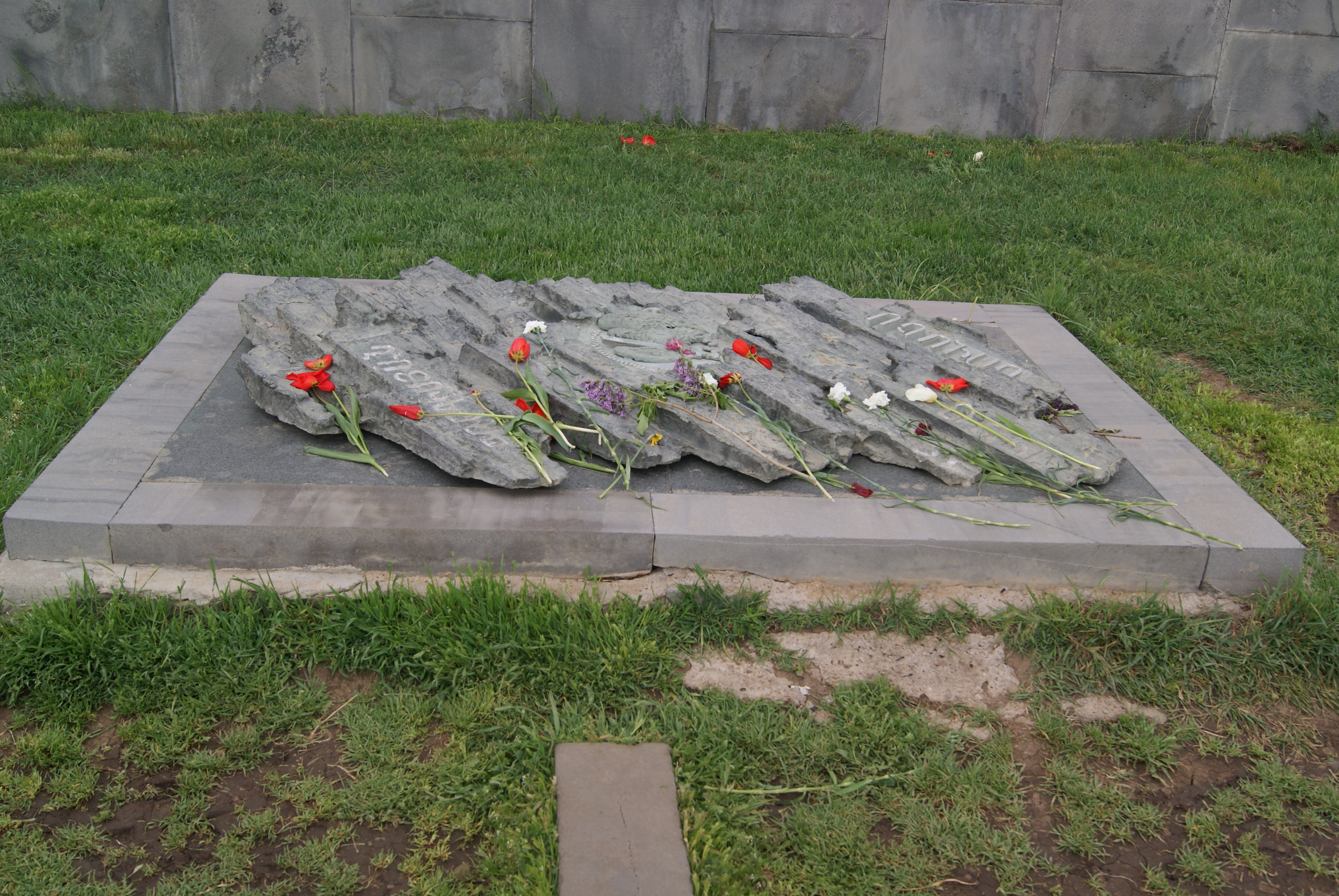
آرامگاه مُوسس گورگیسیان